# Dochód całkowity
Dochód całkowity, właśc. całkowite dochody ogółem – zmiana w kapitałach własnych, która nastąpiła w ciągu okresu na skutek transakcji oraz innych zdarzeń, inna niż zmiany wynikające z transakcji dokonywanych z właścicielami występującymi w charakterze udziałowców. Całkowite dochody ogółem obejmują wszystkie składniki zysków i strat oraz innych całkowitych dochodów.